# 1981 ميداس
1981 ميداس (بالإنجليزية: 1981 Midas)‏، عبارة عن كويكب من النوع ڤي (بالإنجليزية: V-type)‏ مصنف ضمن مجموعة الأجرام القريبة من الأرض كما أنه واحد من الأجرام كامنة المخاطر، يبلغ مدى قطره حوالي (2 كيلومتر) تقريبا. تم اكتشافه في 6 مارس 1973، من قبل عالم الفلك الأمريكي تشارلز كوال في مرصد بالومار في مقاطعة سان دييغو، كاليفورنيا.
أطلق عليه هذا الاسم تيمنا باسم الملك ميداس في الميثولوجيا الإغريقية.

## التصنيف والمدار
ينتمي هذا الكويكب المعتدل الإشراق إلى مجموعة كويكبات أبولو ويصنف على أنه كويكب من النوع ڤي، كما أنه كويكب عابر لمداري الزهرة والمريخ. يبعد مسافة مقدارها من 0.6 إلى 2.9 وحدة فلكية عن الشمس، ويكمل دورته حول الشمس لمرة واحدة كل سنتين و4 أشهر (864 يوما). انحرافه المداري يعادل (0.65)، وزاوية ميلانه تعادل (40 درجة) بالنسبة لمسار الشمس.
مسافة تقاطع مداره الدنيا مع الأرض متدنية وتبلغ (0.0036) وحدة فلكية ما يعادل (540,000 كم). لوحظ له تقارب مع الأرض في 11 آذار/مارس 1992 ماراً على مسافة (0.13332) وحدة فلكية من الأرض، ومع ذلك فإنه لا يشكل خطرا على المدى المنظور. وآخر هذه التقاربات كانت في 21 آذار/مارس 2018 ماراً على مسافة (0.08957) وحدة فلكية من الأرض  بدرجة سطوع قدرها الظاهري يعادل (+12.4). وسيكون الاقتراب الملحوظ القادم في 14 أيلول/سبتمبر 2032 على مسافة (0.08635) وحدة فلكية من الأرض. ونظرا لعدم وجود بيانات رصد سابقة، فإن قوس مراقبة هذا الكويكب يبدأ في موقع استكشافه في مرصد بالومار عام 1973.

## الخواص الفيزيائية
باستخدام القياس الضوئي الفلكي أعطت نتائج ثلاث منحنيات ضوئية معلومات عن وجود فترات تناوب متزامنة بلغت (5.24) في الساعة بتفاوت سطوع مرتفع نسبيًا بلغ مقداره (0.65 و 0.8 و 0.87) مقدار.
وفقا للمسح الذي أجراه القمر الصناعى اليابانى أكارى، بلغ قطر ميداس حوالي (1.95 كم) ودرجة وضائته (0.293). في حين أن ارتباط المنحنيات الضوئية لهذا الكويكب يفترض أن درجة وضائته هي (0.266) وفي المقابل فقد نتج عنه أن القطر كان متماثلا (1.95 كم)، مع قدر مطلق يعادل (15.6).
وفي عام 1987، تم تحديد كويكب ميداس مجددا بواسطة رادار يتبع لمجمع غولدستون للاتصالات الفضائية العميقة من مسافة 0.08 وحدة فلكية بمقطع عرضي أقصى للرادار يعادل (0.1 كيلومتر مربع).

## التسمية
اكتسب هذا الكويكيب اسمه تيمنا بشخصية إغريقية أسطورية. الملك ميداس، والذي وبحسب زعمهم أنه كان ملكاً قادراً على تحويل كل ما يلمسه إلى ذهب. حصل على هذه القدرة كجائزة له، لكنه سرعان ما أدرك أن هذه الجائزة كانت لعنة عليه حينما تحولت ابنته إلى تمثال بعد أن لمسها.
نشر مركز الكويكبات الاقتباس الرسمي للتسمية في 15 أكتوبر 1977.
|        |          |         |         |           |          |          |
| الشمس  | المشتري  | زحل     | أورانوس | نبتون     | الأرض    | الزهرة   |
|        |          |         |         |           |          |          |
| المريخ | غانيميد  | تيتان   | عطارد   | كاليستو   | آيو      | القمر    |
|        |          |         |         |           |          |          |
| أوروبا | ترايتون  | تيتانيا | ريا     | أوبيرون   | إيابيتوس | أومبريل  |
|        |          |         |         |           |          |          |
| أرييل  | ديون     | تثيس    | 4 فيستا | إنسيلادوس | ميراندا  | بروتيوس  |
|        |          |         |         |           |          |          |
| ميماس  | هايبريون | فوبي    | جانوس   | أمالثيا   | إيمثيوس  | برومثيوس |